# Rspamd
rspamd est un logiciel libre d’antispam, écrit en C et distribué sous licence Apache.

## Fonctionnalités
- Comporte une interface Web AJAX.
- S'intègre aux  MTA tels que Postfix, Exim, Sendmail ou Haraka.
- Permet d'étendre les règles via une API en Lua.
- Utilisation de tables dynamiques modifiables à chaud via fichier, HTTP ou HTTPS.